# Josep Maria Lladó i Figueres
Josep Maria Lladó i Figueres (Barcelona, 30 de juliol, 1910 - 9 de maig de 1996) fou un periodista i advocat català.

## Biografia
Es llicencià en dret per la Universitat de Barcelona. Durant els seus anys d'estudiant va escriure alguns articles a La Veu de Catalunya contra la Dictadura de Primo de Rivera que li costaren uns mesos de presó.
El 1930 començà a col·laborar a La Publicitat, patrocinat per Amadeu Vives i Roig. Més tard col·laborà també a L'Opinió, La Humanitat, La Vanguardia i dirigí "Última Hora". També fou secretari de l'Associació de Periodistes de Barcelona, cosa que li va permetre ser secretari dels ministres catalans Lluís Nicolau d'Olwer, Jaume Carner i Marcel·lí Domingo. També va mantenir una relació d'amistat amb Josep Tarradellas.
Un cop iniciada la guerra civil espanyola, l'octubre de 1936, el president Lluís Companys li encarregà la direcció de La Humanitat, des d'on va denunciar els crims a la rereguarda republicana. Poc després marxà com a oficial de la columna Macià-Companys al 
front d'Aragó i va participar en la batalla del Segre.
En acabar el conflicte s'exilià a França. Fou internat durant onze mesos al camp de concentració d'Argelers; quan fou alliberat marxà a Montpeller, després a París i finalment a Niça. Allí va col·laborar amb la Resistència francesa i va publicar la revista Per Catalunya, òrgan del Front Nacional de Catalunya. També va ser redactor de L'Espoil, col·laborà a Le Monde i Le Nouvel Observateur, i redactà el Journal d'un expatrié catalan (1946) del comte de Güell.
Tornà a Catalunya el 1950 i va treballar uns anys a l'Editorial Bruguera amb Joaquim Ventalló i Vergés, ja que li negaren el carnet de periodista. El 1964 fou redactor de Tele/eXpres i de Tele/Estel, i va fer els guions per al programa Mare Nostrum de TVE a Catalunya. Després va col·laborar a El Noticiero Universal, El Correo Catalán i l'Avui. El 1986 va rebre la Creu de Sant Jordi de la Generalitat de Catalunya.
El seu fons personal es troba dipositat al CRAI Biblioteca del Pavelló de la República de la Universitat de Barcelona. Consta de correspondència rebuda o/i escrita per Josep M. Lladó, articles de premsa que fan referència a J.M. Lladó, articles de J.M. LLadó, escrits diversos, guions radiofònics, guions de TVE, i documents personals sobre diferents activitats.

## Obres
- 14 d'abril (1938)
- El 19 de juliol a Barcelona (1938)
- Los ismos (1958)
- Raquel Meller (1963)
- La guerra de los seis días (1967)
- Ferran Valls i Taberner (1970) amb Joan Antoni Parpal
- Amadeu Vives: 1871-1932 (1988)
- Homenatge a vint-i-vuit catalans eminents : Medalles d'Or de la Generalitat 1978-1991 (1992)